# Hugo Prejawa
Hugo Prejawa (* 24. Juni 1854 in Dwarischken; † 26. Oktober 1926 in Friedeberg) war ein deutscher Bauinspektor, Architekt und Archäologe, der sich insbesondere in der kritischen Erforschung von vorgeschichtlichen Bohlenwegen in Niedersachsen hervorgetan hat. Die zwischen 1890 und 1897 erfolgte Aufnahme des Fundgebiets durch Prejawa gilt als ausgesprochen zuverlässig und bildet noch heute die Grundlage für Forschungsarbeiten des Niedersächsischen Landesamtes für Denkmalpflege.

## Leben
Hugo Prejawa heiratete 1884 Anna Sohr, mit der er drei Kinder hatte. Als älteste Tochter wurde 1884 Gertrud geboren, die später in Salzwedel den Kaufmann Julius Fischer ehelichte, 1889 folgte ihre Schwester Eva und 1900 der einzige Sohn Prejawas, Paul. Nach der Geburt der Töchter zog die Familie 1890 nach Diepholz, wo Hugo Prejawa als Bauinspektor arbeitete und unter anderem die Erfassung von Bodendenkmälern betreute. Das umfasste Bohlenwege, aber beispielsweise auch Wallanlagen.
1897 erfolgte eine Versetzung nach Salzwedel, wo er als Kreisbauinspektor tätig war. Dort erhielt er 1899 den „Charakter als Baurat mit dem persönlichen Rang der Räte vierten Klasse“. Von 1902 bis 1904 wurde nach seinen Plänen die aus dem 12. Jahrhundert stammende Dorfkirche in Dähre umgebaut. Im Mai 1910 wurde er nach Friedeberg berufen, wo er auch nach seinem Eintritt in den Ruhestand wohnhaft blieb. Er verstarb dort, nach langer, schwerer Krankheit am 26. Oktober 1926 im Alter von 72 Jahren.
Ein von ihm entworfenes Gebäude in Friedeberg ist bis heute erhalten und gegenwärtig Heimat der örtlichen Musikschule. Darüber hinaus wurden in Anerkennung seiner Leistungen im Kreis Diepholz Moorwege nach Hugo Prejawa mit der Abkürzung Pr benannt.

## Veröffentlichungen (Auswahl)

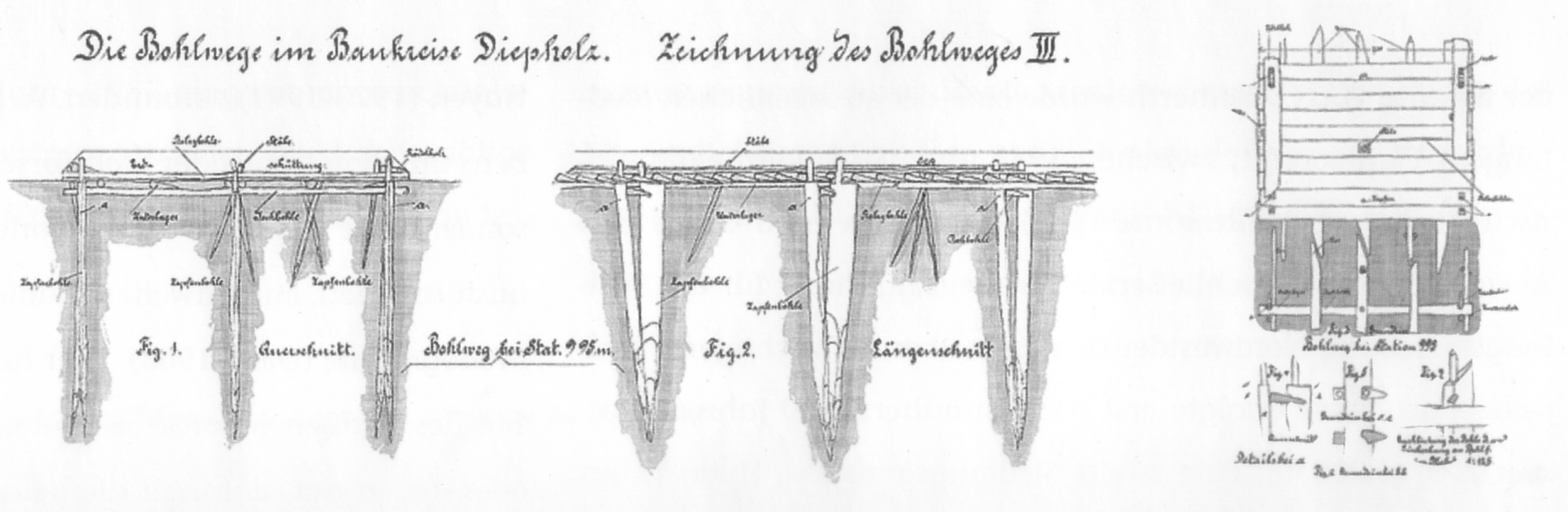
Zeichnung der Ausgrabungsbefunde bei einem Moorweg durch Hugo Prejawa

- Die Bohlwege im Wittmoor, in: Mitteilungen des Anthropologischen Vereins in Schleswig-Holstein, Band 19, Kiel 1911, S. 57 ff.
- Die Burg Erxleben, in: Jahresbericht des Altmärkischen Vereins für vaterländische Geschichte zu Salzwedel, Band 34, Salzwedel 1907, S. 139–150. (PDF; 9,7 MB)
- „Die alte Burg“ bei Grafhorst, in: Jahresbericht des Altmärkischen Vereins für vaterländische Geschichte zu Salzwedel, Band 32, Salzwedel 1905, S. 115–118. (PDF; 8,3 MB)
- Die St. Marienkirche in Salzwedel, in: Jahresbericht des Altmärkischen Vereins für vaterländische Geschichte zu Salzwedel, Band 31/2, Salzwedel 1904, S. 11–16. (PDF; 8,5 MB)
- Wandmalereien in den Kirchen des Kreises Salzwedel, in: Die Denkmalpflege, Mai 1903.
- Der Umbau der Kirche in Daehre, in: Salzwedeler Wochenblatt, 72. Jahrgang, Nr. 255, Sonnabend, 29. Oktober 1904, S. 2.
- Die Ergebnisse der Bohlwegsuntersuchungen in dem Grenzmoor zwischen Oldenburg und Preußen und in Mellinghausen im Kreise Sulingen, in: Osnabrücker Mitteilungen, Band 21, Osnabrück 1896, S. 98–178.
- Die Pontes longi im Aschener Moor und in Mellinghausen, in: Osnabrücker Mitteilungen, Band 19, Osnabrück 1894, S. 177–202.